# آدا كروسلي
آدا كروسلي (بالإنجليزية: Ada Crossley)‏ هي مغنية أوبرا ومغنية أسترالية، ولدت في 3 مارس 1874، وتوفيت في 17 أكتوبر 1929 في لندن في المملكة المتحدة.